# Sacium brittoni
Sacium brittoni là một loài bọ cánh cứng trong họ Corylophidae. Loài này được Paulian miêu tả khoa học đầu tiên năm 1948.